# منفی هجده
منفی هجده فیلمی به کارگردانی و نویسندگی اصغر نصیری محصول سال ۱۳۸۶ است.

## خلاصه داستان
ابن فیلم به موضوع بزهکاری جوانان و توزیع فیلم‌های غیراخلافی توسط جوانان می‌پردازد.
آرش (با بازی مهدی مقدم) نوازنده گیتار که به مواد مخدر گرفتار است برای تهیه مواد از نامزد خود تقاضای کمک می‌کند. مریم به سراغ سامان می‌رود و گرفتار وسوسه‌های شیطانی سامان می‌شود او ناگزیر می‌شود که…

## بازیگران
- شهرام پوراسد
- فرهاد مهادیان
- میترا معرفت
- روناک یونسی
- مهدی مقدم
- کاوه سماک باشی
- ملکه رنجبر
- رونا قیصرنژاد
- مریم باطبی
- پروانه باتمان
- الهام صورانی
- پرویز خادمی
- محمد گل شاهی
- علی علیمردانی
- حسین عبادی
- بهروز پیروزیان